# Elbow grease
用力擦（英語：Elbow grease，直译：肘子上的肥油）是欧美国家中用于描述体力劳动，特别是关于清洁方面的英文/法文成语。这可以看作一种比喻的幽默表达方式。
英文原意“肘子上的肥油”主要用来表示在多半没有条件的情况下，只需手肘或简单工具而不借助其它如漂白剂之类的清洁用品打扫卫生。使用者多半带有幽默或讽刺性的语气。牛津语言将之定义为“艰苦的体力劳动，尤其是剧烈的抛光或清洁。”

## 起源
印刷品中首次使用该短语是在 1672 年。英国形而上学诗人安德鲁·马维尔在一本关于英国议会的讽刺书中使用了这些词。 马维尔写道：“蹲在角落里的几个憨实的家伙，仅仅用墨水和肘子上的肥油，比一百个神学家汗流浃背说教所造成的伤害还要多。”1699 年，该短语出现在Canting Crew的新词典中，定义为“汗水的贬义同义词”。

## 现代用法和流行文化
在游戏模拟人生中，在一定条件下玩家可以用“肘子上的肥油”来用力擦洗卫浴家具。